# Szkoła Podstawowa im. Jana Pawła II w Zapałowie
Szkoła Podstawowa im. Jana Pawła II w Zapałowie – szkoła podstawowa w Zapałowie.

## Historia
Początki szkolnictwa parafialnego w Zapałowie są datowane na 1830 rok, gdy powstała szkoła parafialna przy miejscowej cerkwi (schola parochialis), której nauczycielem został Dymitr Slusarz.
W 1872 roku powstała szkoła trywialna (z ruskim językiem nauczania). W latach 1873–1874 szkoła była parafialna, a w latach 1874–1879 szkoła była filialna, a od 1879 roku 1-klasowa. 
Przydatnym źródłem archiwalnym do poznawania historii szkolnictwa w Galicji są austriackie Szematyzmy Galicji i Lodomerii, które podają wykaz szkół ludowych, wraz z nazwiskami ich nauczycieli. Szkoły wiejskie były tylko męskie, dopiero od 1890 roku szkoły te stały się mieszane (koedukacyjne). Początkowo szkoła w latach 1872–1876 nie posiadała stałego nauczyciela (posada nieobsadzona). 
Od 1901 roku szkoła posiadała nauczycieli pomocniczych, którymi byli: Eugenia Kunicka (1901–1902), Helena Haydakiewicz (1903–1904), Maria Barówna (1904–1905), Marian Beniowski (1905–1906) i Józefa Winiarska (1907–1914?).
Kierownicy szkoły
1872–1876. Posada nieobsadzona.
1876–1877. Michał Sawicki.
1877–1879. Gabriel Sawicki.
1879–1880. Stanisław Krasicki.
1880–1882. Teodor Kondrat.
1882–1892. Leon Szust.
1892–1893. Emil Szust.
1893–1899. Leon Szust.
1899–1900. Katarzyna Stanisławska.
1900–1901. Helena Terlifaj.
1901–1902. Berta Gackówna.
1902–1904. Olga Fedewicz.
1904–1927. Melania Pawlikiewiczowa.
1932– ?. Adam Krasnoid.
W 1912 roku w Zapałowie utworzono "szkołę eksponowaną" (z polskim językiem nauczania), której nauczycielką została Maria Hoffowa.
21 maja 2013 roku odbyła się uroczystość nadania Szkole Podstawowej i Gimnazjum Publicznego w Zapałowie imienia Jana Pawła II. W 2017 roku na mocy reformy oświaty przywrócono 8-letnią szkołę podstawową.